# Флоридская пума
Флоридская пума (лат. Puma concolor coryi) — самый редкий подвид пумы. В 1970 году в дикой природе насчитывалось лишь около 20 пум. По подсчётам 2017 года, их численность оценивается в 230 особей.
Обитает пума в лесах и болотах южной Флориды (США), преимущественно в районе заповедника Big Cypress National Preserve, прежде была распространена от восточной части Техаса до юго-восточных штатов. Причиной её вымирания стало, в основном, осушение болот, спортивная охота, отравления и скудность генетического материала, ведущая к инбридингу. Флоридская пума отличается сравнительно мелкими размерами и высокими лапами. Окрас шерсти у неё тёмный, рыжеватый. В результате инбридинга особи этого подвида приобрели загнутый кончик хвоста. Существуют планы скрещивания флоридских пум с пумами других подвидов для создания устойчивой саморегулирующейся популяции.
Главная её добыча — олени, еноты и молодые миссисипские аллигаторы (хотя в одном случае самец пумы убил и съел взрослого аллигатора длиной 269,2 см). Но пищей флоридским пумам также могут служить койоты, рыжие рыси, выдры, броненосцы, дикобразы, луговые собачки, кабаны, зайцы, скунсы, мыши, птицы и птичьи яйца. Самка приносит от 1 до 3 детёнышей. Беременность длится 90-100 дней. В дикой природе живут до 20 лет. Единственные отмеченные в дикой природе естественные враги — крупные аллигаторы, способные нападать на пум около воды.
Единственный подвид пумы, занесённый в Красную книгу МСОП со статусом «находящиеся на грани полного исчезновения» (critically endangered).